# سینسکو (استان اشوی‌داشکسیه)
سینسکو (به لهستانی: Sieńsko) یک منطقهٔ مسکونی در لهستان است که در گمینا سووپیا (شهرستان یندژیوف) واقع شده‌است.